# Хорватский государственный архив

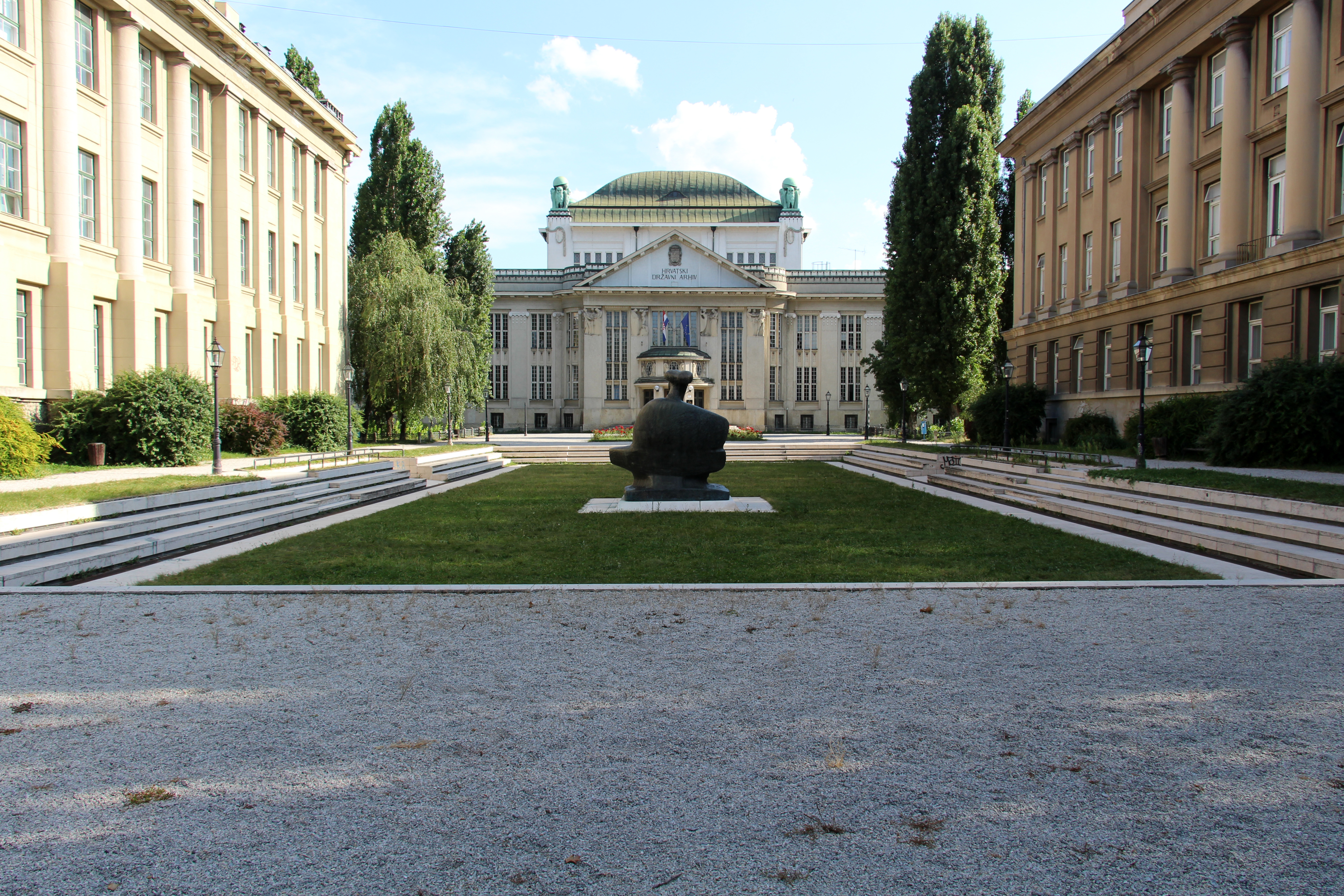
Внешний вид здания Хорватского государственного архива.

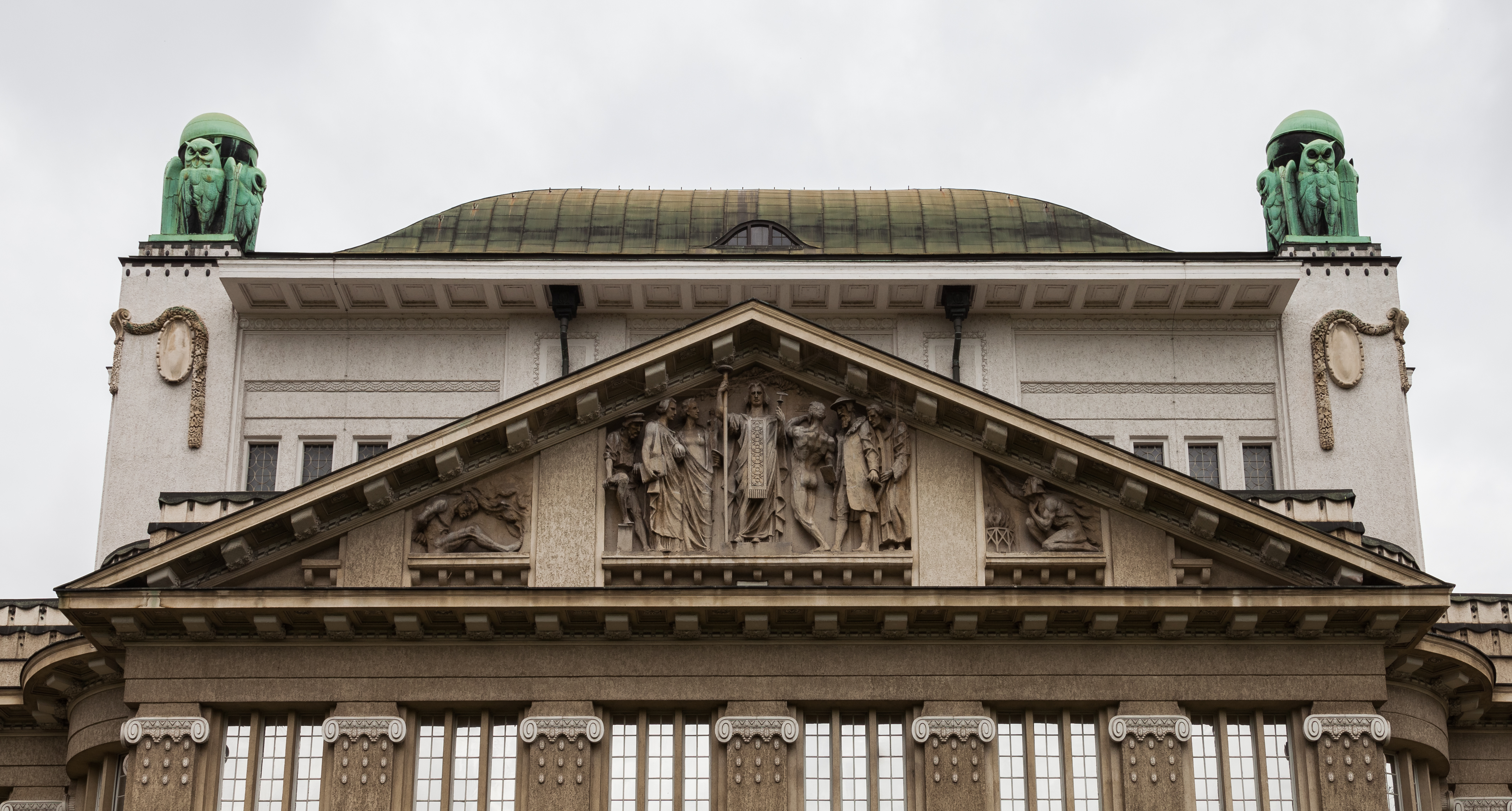
Фронтон здания Хорватского государственного архива.

Хорватский государственный архив (хорв. Hrvatski državni arhiv) — национальный архив Хорватии, расположенный в ее столице Загребе и подчиняется министерству культуры Хорватии.  В его задачи входят архивные услуги и архивное оформление текущих документов, созданных государственными органами, государственными и общественными учреждениями и компаниями, юридическими и физическими лицами, деятельность которых охватывает всю или большую часть Хорватии или представляет национальный интересref name="hda2"/>.
В Хорватии, также, работают региональные государственные архивы, расположенные в Беловаре, Дубровнике, Госпиче, Карловаце, Осиеке, Пазине, Риеке, Сисаке, Славонски-Броде, Сплите, Вараждине и Задаре.

## История
История государственных архивов Хорватии восходит к XVII веку.  Они ведут свое происхождение от решения Хорватского сабора 1643 года, в котором казначею Королевства (благойнику) Ивану Закмарди было поручено составить опись всех законов, хартий и других документов. За этим последовало поручение построить за счет королевства специальное хранилище, названное сундук привилегий, в котором должны были храниться наиболее важные документы из составленного им списка. Сундук имел только символическое значение, поскольку в нем могло храниться лишь незначительное количество документации, и он находился на территории Загребского епископства. Впоследствии был принят ряд законов и постановлений, касающихся архивирования документов.
Хорватский парламент назначил Ладислава Кирали первым архивариусом королевства в 1744 году и перенес сундук и остальную документацию в здание парламента на площадь Святого Марка в 1763 году.
Во второй половине 20-го века он стал главным архивом Хорватии и постепенно разрастался за счет создания отдельных функциональных подразделений, (лаборатории, синематека и т. д.).

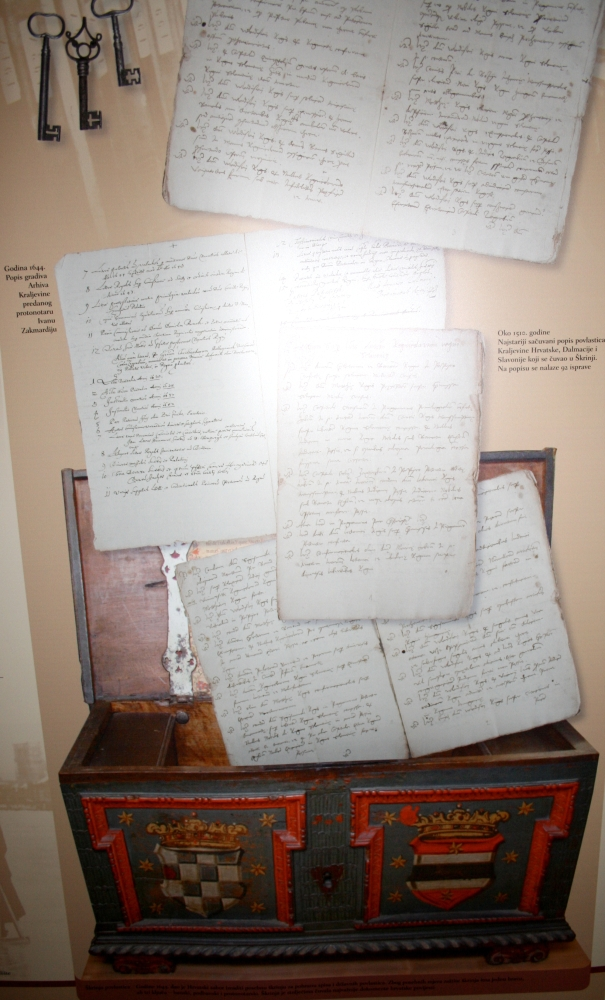
Ларец привилегий